# Pałac w Zakrzewie (powiat jarociński)
Pałac w Zakrzewie – zabytkowy pałac w Zakrzewie (powiat jarociński, województwo wielkopolskie).

## Historia i opis
Pałac w stylu Queen Anne Revival, wybudowany w 1866 dla żydowskiego bankiera z Berlina doktora Eli Cohna (Carsta). Do jego rodziny Zakrzew należał w XIX wieku. Po 1926 roku Zakrzew należący do Guntera Carsta przeszedł w ręce polskiej rodziny Draheimów. 
Budowla neorenesansowa, korpus główny piętrowy, z częścią mieszkalną ukrytą w zadaszeniu poddasza. Do jednej strony budynku przylega wieża, z drugiej znajduje się wykusz - wysunięta część elewacji. 
Na poziomie piętra taras oraz pięcioarkadowy ganek z dwoma ryzalitami. Całość elewacji wykonana z czerwonej klinkierowej cegły, wzbogaconej białymi detalami. Obok pałacu park krajobrazowy, o powierzchni 6,2 ha z alejami grabowymi, pomnikowymi lipami i dębami. Na obszarze zabytkowego parku znajduje się również staw oraz grób dr Eli Cohna.

## Współczesność
Po II wojnie światowej pałac, dom rodzinny i budynek po administracyjny zajmował dom pomocy społecznej. Po odzyskaniu pałacu przez rodzinę Draheimów, spadkobierców dawnych właścicieli starosta jarociński kupił budynek po Rolniczej Spółdzielni Produkcyjnej w Kotlinie i tam w marcu 2016 dom pomocy został przeniesiony. 
Na terenie parku wybudowane zostały dwa domy mieszkalne. 